# روئینگ در المپیک تابستانی ۱۹۳۲
رویینگ در بازی‌های المپیک تابستانی ۱۹۳۲ نام رویداد ورزش رویینگ در بازی‌های المپیک تابستانی بود که در سال ۱۹۳۲ برگزار شد.

## جدول مدال‌ها
| رتبه | کشور                      | طلا | نقره | برنز | مجموع |
| ۱    | ایالات متحده آمریکا (USA) | ۳   | ۱    | ۰    | ۴     |
| ۲    | بریتانیای کبیر (GBR)      | ۲   | ۰    | ۰    | ۲     |
| ۳    | آلمان (GER)               | ۱   | ۲    | ۰    | ۳     |
| ۴    | استرالیا (AUS)            | ۱   | ۰    | ۰    | ۱     |
| ۵    | ایتالیا (ITA)             | ۰   | ۲    | ۱    | ۳     |
| ۶    | لهستان (POL)              | ۰   | ۱    | ۲    | ۳     |
| ۷    | نیوزیلند (NZL)            | ۰   | ۱    | ۰    | ۱     |
| ۸    | کانادا (CAN)              | ۰   | ۰    | ۲    | ۲     |
| ۹    | اروگوئه (URU)             | ۰   | ۰    | ۱    | ۱     |
| ۹    | فرانسه (FRA)              | ۰   | ۰    | ۱    | ۱     |